# مدني

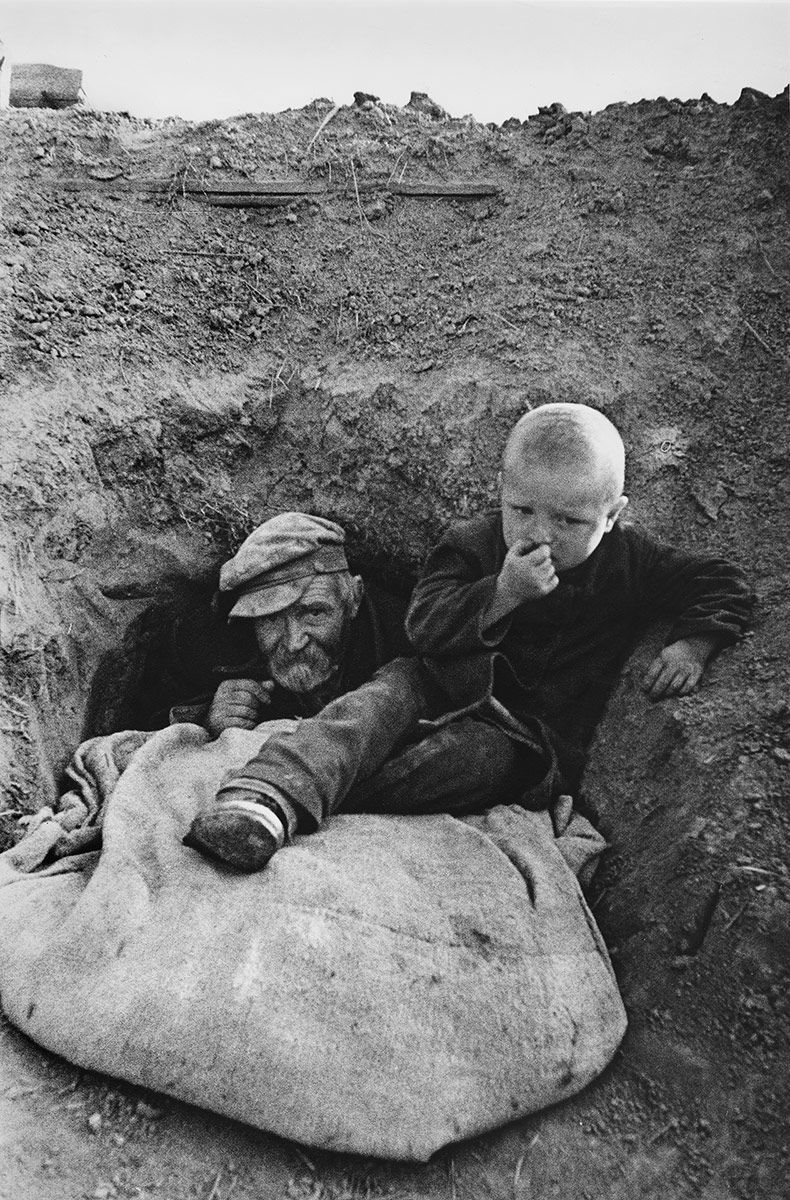
فلاح مدني مع طفل متضرر من الحرب العالمية الثانية

المدني هو شخص ليس فردا في جيش، أو شرطة، أو قوى مكافحة حريق. يختلف مصطلح «مدني» قليلا عن «غير المقاتل» وفقا لقانون الحرب، إذ أن بعض غير المقاتلين ليسوا مدنيين (على سبيل المثال، وعاظ الجيش الملتحقين بقوة عسكرية محاربة، أو الأفراد العسكريين المحايدين). وفقا للقانون الدولي، يملك المدنيون، المتواجدون في مناطق تخص أحد أطراف نزاع عسكري، امتيازات معينة وفقا لقوانين الحرب العرفية والمعاهدات الدولية، مثل اتفاقية جنيف الرابعة. وتعتمد هذه الامتيازات التي يتمتعون بها بموجب القانون الدولي على ما إذا كان الصراع دوليا أم داخليا (حرب أهلية).

## أصل الكلمة
يعود أصل كلمة «مدني» إلى الكلمة الفرنسية القديمة Civilien التي استخدمت في أواخر القرن الرابع عشر، وتعني «الخاص بالقانون المدني». يُعتقد أن مصطلح مدني قد استخدم في وقت مبكر من عام 1829 ليشير إلى غير المقاتلين. لكن مصطلح «غير المقاتل» يشير الآن إلى أناس لا يشتركون، في العموم، في أعمال عدائية، فهم ليسوا مدنيين وحسب.

## الاستخدام القانوني
علقت لجنة الصليب الأحمر الدولية في عام 1958 على اتفاقية جنيف الرابعة لعام 1949، الخاصة بحماية الأفراد المدنيين في أوقات الحروب قائلة: «يجب أن يكون هناك اعتبار في القانون الدولي لكل فرد وقع في يد العدو: فهو إما أن يكون سجين حرب، وبالتالي تشمله الاتفاقية الثالثة، أو مدني تشمله الاتفاقية الرابعة، أو أنه فرد من أفراد الخدمات الطبية للقوات المسلحة تشمله الاتفاقية الأولى. ليست هناك حالة وسطية؛ فلا أحد في يكون في يد عدوه ولا يشمله القانون. إننا نشعر أن هذا الحل مُرضٍ، ليس فقط للعقل، بل هو مُرضٍ أيضا، وفوق كل اعتبار، من الناحية الإنسانية.» وقد أعربت لجنة الصليب الأحمر الدولية عن «أن المدنيين إذا ساهموا مباشرة في أعمال عدائية، فإنهم يعتبرون مقاتلين أو متحاربين غير شرعيين أو غير ذوي امتيازات (لا تشمل اتفاقيات القانون الإنساني هذه المصطلحات بشكل صريح). ويمكن مقاضاتهم بموجب القانون المحلي للدولة المحتجزة إذا ما قاموا بمثل ذلك.»
جاء في المادة الخمسين من البروتوكول الإضافي الأول لاتفاقيات جنيف لعام 1977 أن « 1. المدني هو فرد لا ينتمي إلى تصنيفات الأفراد التي أشير إليها في المادة 4أ(1)، (2)، (3)، و(6) من الاتفاقية الثالثة، وفي المادة 43 من هذا البروتوكول. وفي حالة الشك فيما إذا كان الفرد مدنيا، فيجب اعتبار هذا الفرد على أنه مدني. 2. يتألف السكان المدنيون من كل الأفراد المدنيين. 3. وجود أفراد لا يشملهم تعريف الفرد المدني بين سكان مدنيين لا يفقد السكان صفتهم كمدنيين.» هذا التعريف سلبي ويعرف المدنيين على أنهم أفراد لا ينتمون لتصنيفات محددة فحسب. وتصنيفات الأفراد المذكورة في المادة 4أ(1)، (2)، (3)، و(6) من الاتفاقية الثالثة وفي المادة 43 من البروتوكول الأول تخص المقاتلين. ومن هنا، فالتعليق على البروتوكول أشار إلى أن أي أحد ليس بفرد في قوات مسلحة يعتبر مدنيا. فلا يمكن للمدنيين أن يكونوا طرفا في صراع مسلح. ويُمنَح المدنيون الحماية بموجب اتفاقيات جنيف وبروتوكولاتها. تصف المادة 51 الحماية التي يجب أن تمنح للسكان المدنيين والأفراد المدنيين. وينظم الفصل الثالث من البروتوكول الأول استهداف الأهداف المدنية. كما تتضمن المادة 8(2)(ب)( i) من نظام روما الأساسي للمحكمة الجنائية الدولية لعام 1998 ذلك أيضا في قائمة جرائم الحرب: «تعمد توجيه هجمات ضد سكان مدنيين أو ضد أفراد مدنيين لا يساهمون في الأعمال العدائية». لم تصادق جميع الدول على البروتوكول الأول لعام 1977 أو نظام روما الأساسي لعام 1998، لكن من المقبول بموجب القانون الإنساني الدولي أن استهداف المدنيين يعد خرقا لقوانين الحرب العرفية، وهو ملزم لجميع المتحاربين.

## المدنيون في الصراعات الحديثة
لايزال الوضع الفعلي للمدني في الحروب الحديثة إشكاليا. ويأتي التعقيد إثر عدد من الظواهر التي تتضمن الآتي:
- حقيقة أن كثيرا من الحروب الحديثة تكون في جوهرها حروبا مدنية، والتي يكون تطبيق قوانين الحرب فيها صعبا، ويكون من الصعب أيضا أن يظل التمييز بين المقاتلين والمدنيين قائما،
- ميل المقاتلين في حروب العصابات والإرهاب إلى تضمن مقاتلين يظهرون بمظهر المدنيين،
- انتشار طرق «الحرب القائمة على التأثير»، والتي يتم وفقها التركيز بشكل اقل على مهاجمة مقاتلي العدو، مقارنة بالتركيز على تقويض مصادر الطاقة الخاصة بنظام العدو، والتي قد تشمل أهدافا مدنية كمحطات الطاقة الكهربية،
- واستخدام الحرب القانونية «Lawfare»، وهو مصطلح يشير إلى محاولات لتشويه سمعة العدو بإظهار قواته على أنها انتهائك لقوانين الحرب، ومن أمثلة ذلك: مهاجمة المدنيين الذين تم وضعهم كدروع بشرية عن قصد.

منذ عام 1980، انتشر الادعاء بأن 90% من ضحايا الحرب الحديثة هم من المدنيين. وقد تكرر الادعاء في مقالة ويكيبيديا «هل تعلم» في 14 ديسمبر 2010. ورغم ان هذه الادعاءات مصدقة على نحو واسع، إلا أنها لم تدعّم بفحص تفصيلي للأدلة، وبخاصة تلك المتعلقة بالحروب (مثل تلك التي وقعت في يوغوسلافيا السابقة وأفغانستان) المحورية بالنسبة للادعاءات.
في أول أعوام القرن الواحد والعشري، ورغم العديد من المشاكل التي صاحبته، كان التصنيف القانوني للمدني محط انتباه كبير في الخطاب العام، في الإعلام وفي الأمم المتحدة، وفي تبرير استخدامات معينة للقوات المسلحة لحماية سكان مهددين بالخطر. وهو «لم يفقد شيئا من أهميته السياسية، الشرعية، والأخلاقية».
وصول جرحى مدنيين إلى مستشفى في حلب اثناء الحرب الأهلية السورية، أكتوبر 2012.
رغم شيوع الاعتقاد بأن المدنيين بخاصة متابعون سلبيون للحرب، إلا أنهم أحيانا يلعبون أدوارا فاعلة في النزاعات. وقد تكون هذه الأدوار شبه عسكرية، كما حدث في نوفمبر 1975 عندما نظمت الحكومة المغربية «المسيرة الخضراء» للمدنيين من أجل عبور الحدود إلى المستعمرة الإسبانية السابقة في الصحراء الغربية للمطالبة بحق المغرب في المنقطة، وقد حدث ذلك أثناء دخول القوات المغربية إلى تلك المنطقة بشكل سري. بالإضافة إلى ذلك، وبدون التشكيك في وضعهم كغير محاربين، فإن المدنيين يساهمون أحيانا في حملات المقاومة المدنية غير العنيفة كوسيلة لمعارضة حكم ديكتاتوري لاحتلال أجنبي، وفي بعض الأحيان، تشن هذه الحملات في الوقت الذي تحدث فيه صراعات مسلحة أو حروب عصابات، لكنها في العادة تكون مميزة عنهم فيما يتعلق بالتنظيم والمشاركة.
يُعتبر المسؤولين الذين يشاركون بشكل مباشر في تشويه المدنيين أنهم يقومون بعمليات عسكرية هجومية ولا يصنفون كمدنيين.

## حماية المدنيين بموجب القانون الإنساني الدولي (IHL)
ينسق القانون الإنساني الدولي المعاهدات والاتفاقيات، التي يتم توقيعها وفرضها من قبل الدول المشاركة، والتي تهدف إلى حماية المدنيين خلال الصراعات الداخلية والخارجية. وحتى بالنسبة لغير المشاركين في المعاهدات، فمن المعتاد أن يظل القانون الدولي ساريا. وبالإضافة إلى ذلك، يلتزم القانون الإنساني الدولي بمبادئ التمييز، التناسب، والضرورة، والتي تنطبق على حماية المدنيين أثناء صراع مسلح. على الرغم من نشر الأمم المتحدة للجيش والمدنيين من أجل حماية المدنيين، إلا أنها تفتقر إلى سياسات رسمية أو كتيّبات عسكرية تتناول هذه الجهود بعينها. جاء في التقرير الرابع لمجلس الأمن الدولي: توفر حماية المدنيين خلال الصراعات المسلحة أدلة إضافية على الحاجة لحماية المدنيين. وإدراكا بأن انعدام الأمن المدني على نطاق واسع يشكل تهديدا للسلم والاستقرار، فإن الأمم المتحدة تهدف إلى إنشاء وسائل لحماية المدنيين، ومن ثم العمل على ضمان الاستقرار الإقليمي.
خلال التقرير الرابع لمجلس الأمن الدولي، الذي نشر لأول مرة عام 2008، تعرض الأمم المتحدة سبلا لدعم حماية المدنيين خلال الصراعات الداخلية والخارجية، وذلك بهدف تشجيع الدول الإقليمية على ضبط صراعاتها الخاصة (مثل ضبط الاتحاد الإفريقي للنزاعات الإفريقية). وبالمثل من ذلك، ذكر الأمين العام للأمم المتحدة، كوفي عنان، الدول الأعضاء في الأمم المتحدة بأن لديهم مصالح مشتركة في حماية المدنيين الأفارقة، وذلك من خلال «التزامات الأمن الإنساني المشتركة، والتي أساسها عدم قابلية تجزئة السلام والامن».
من خلال سلسلة من القرارات (1265، 1296، 1502، 1674، و1738) ومن خلال التصريحات الرئاسية، يتناول مجلس الأمن الدولي ما يلي:
- الامتثال للقانون الإنساني الدولي وقانون حقوق الإنسان المتعلق به، والمساءلة عن الانتهاكات وإمكانية وصول المساعدات الإنسانية،
- دور عمليات حفظ السلام الخاصة بالأمم المتحدة، أو غيرها من المهام التي كُلفت بها الأمم المتحدة،
- حماية جماعات معينة،
- تأثير الأسلحة الخفيفة،
- والتعاون الإقليمي.

ويشارك مجلس الأمن الآن في حماية المدنيين عبر خمسة من مجالات عملها الرئيسية:
- تعزيز المعايير العامة –لا سيما قواعد القانون الإنساني الدولي.
- استخدام صلاحيات فصله السابع لتكليف الأمم المتحدة بمهام حفظ السلام أو لتكليف منظمات إقليمية أو مجموعات من الدول الأعضاء لاتخاذ تدابير تتضمن استعمال القوة لحماية المدنيين.
- استخدام صلاحيات فصوله الخامس، السادس، والثامن للتأثير على أطراف النزاع في حالات دولية خاصة لمراعاة معايير الحماية.
- استخدام صلاحيات الفصل السادس لمحاولة منع أو الحد من اندلاع الصراع المسلح، وذلك عن طريق الوساطة وغيرها من المبادرات.
- وأخيرا، يمكن للمجلس إخضاع الأطراف للمساءلة عن انتهاكات القانون الإنساني الدولي، وذلك بفرض تدابير محددة أهدافها، إنشاء لجان للتحقيق، وإصدار تفويض للمحاكم الخاصة أو إحالتهم إلى المحكمة الجنائية الدولية (ICC).[18]

رداً على التصريحات الرئاسية والأعمال السابقة للجنة الفرعية، عقد مجلس الأمن الدولي اجتماعا في يناير 2009 ليتناول حماية المدنيين في إطار القانون الإنساني الدولي على وجه التحديد. ورغم أن الاجتماع لم يسفر عن أي نتيجة محددة، إلا أنه أدى إلى إجراء تقييم مدته 10 سنوات لإجراءات المجلس منذ إصدار القرار رقم 1265 في عام 1999.
بالإضافة إلى معاهدات الأمم المتحدة، أجريت معاهدات إقليمية أيضاً، مثل المادة 4(ح) من القانون التأسيسي للاتحاد الإفريقي، والتي تتضمن أيضا حماية المدنيين وتمنح الاتحاد الحق بالتدخل بالقوة في إحدى الدول الأعضاء في «الظروف الخطيرة»، وهي جرائم الحرب، الإبادات الجماعية، والجرائم ضد الإنسانية. وقد اقتُرح ذلك للإشارة إلى أن الاتحاد الإفريقي لن يقف مكتوفا لمشاهدة الفظائع التي تحدث في دول الاتحاد بعد الآن. وكما قال سعيد جينيت (مفوض الاتحاد الإفريقي للسلام والأمن) عام 2004: «لا يمكن للأفارقة [...] أن يشاهدوا المآسي تحدث في قارتهم ويقولوا أنها مسؤولية الأمم المتحدة أو مسؤولية أحد آخر. لقد انتقلنا من مفهوم عدم جواز التدخل إلى عدم جواز اللامبالاة. لا يمكننا، كأفارقه، أن نظل في حالة لامبالاة تجاه مآسي قومنا»[20] (وكالة أنباء IRIN). لم يتم تفعيل رغم أن المادة 4(ح)، وذلك على الرغم من إتمام صياغتها، مما يطرح سؤالا حول استعداد الاتحاد الإفريقي للتدخل في حالات «الظروف الخطيرة».